# Primiero
Pale di San Martino (Cume Madonna, Sass Maòr, Cume Cimerlo) vista desde o vale de Primiero
O Vale de Primiero é um vale localizado na parte oriental da província de Trento, Itália. Está formado por seis localizações: Fiera di Primiero, Imer, Mezzano, Siror, Tonadico e Transacqua.